# 黄宝荣
黄宝荣（1968年10月—），男，汉族，陕西府谷人，中华人民共和国政治人物。现任甘肃省工业和信息化厅副厅长，农工党中央委员。第十三、十四届全国政协委员。